# Marquesado de Torreblanca
El marquesado de Torreblanca es un título nobiliario español creado el 15 de septiembre de 1776 por el rey Carlos III, con el vizcondado previo de Mogrovejo, en favor de Pedro José Bravo de Lagunas Castilla y Zabala, capitán de la Real Compañía de guardias alabarderos del virrey del Perú, en atención a los servicios de su familia en el Perú.
Su denominación hace referencia a la localidad española de Torreblanca, en la provincia de Castellón de la Plana, donde aún se conserva la llamada Torre del Marqués, también llamada Torre de Doña Blanca.

## Marqueses de Torreblanca
|                         | Titular                                                         | Periodo                 |
| Creación por Carlos III | Creación por Carlos III                                         | Creación por Carlos III |
| ----------------------- | --------------------------------------------------------------- | ----------------------- |
| I                       | Pedro José Bravo de Lagunas Castilla y Zabala                   | 1776-¿?                 |
| II                      | Toribio Alfonso de Mogrovejo Bravo de Lagunas Castilla y Zabala | ¿?-1784                 |
| III                     | Petronila Bravo de Lagunas Castilla y Zabala                    | ¿?-¿?                   |
| IV                      | María Grimanesa de la Puente y Bravo de Lagunas                 | ¿?-1840                 |
| V                       | Juan de Zabala y de la Puente                                   | 1840-1862               |
| VI                      | María del Pilar de Zabala y Guzmán                              | 1862-1915               |
| VII                     | María del Pilar García-Sancho y de Zabala                       | 1909-1916               |
| VIII                    | Juan Bautista Travesedo y García-Sancho                         | 1917-1965               |
| IX                      | José María Travesedo y Martínez de las Rivas                    | 1967-1969               |
| X                       | Carmen Travesedo y Colón de Carvajal                            | 1969-2012               |
| XI                      | María Grimanesa Martín de Sandoval y Travesedo                  | 2012-hoy                |

## Historia de los marqueses de Torreblanca
- Pedro José Bravo de Lagunas Castilla y Zabala (n. Lima, 18 de enero de 1751), I marqués de Torreblanca, capitán de la Real Compañía de guardias alabarderos del virrey del Perú desde el 4 de noviembre de 1769.[3] Era hijo de José Bravo de Lagunas y Castilla, capitán de una de las compañías del presidio del Callao y coronel del regimiento de caballería de la villa de Arnedo de Chancay, y su esposa Ana de Zabala Vázquez de Velasco.[3] Le sucedió su hermano:[4]

- Toribio Alfonso de Mogrovejo Bravo de Lagunas Castilla y Zabala (m. 1784), II marqués de Torreblanca, XV señor de la casa de Mogrovejo en el reino de León.[4] Le sucedió su hermana:[4]

- Petronila Bravo de Lagunas Castilla y Zabala (n. Lima, 25 de septiembre de 1757), III marquesa de Torreblanca.[4]

Casó en primeras nupcias el 2 de junio de 1780 con Francisco Arias de Saavedra y Santa Cruz (1746-1823), I conde de Casa Saavedra, y en segundas nupcias el 10 de noviembre de 1787, en Lima, con Juan Esteban de la Puente y Castro, I marqués de la Puente y Sotomayor, I vizconde de Chiquitanta. Le sucedió su hija:
- María Grimanesa de la Puente y Bravo de Lagunas (Lima, 10 de septiembre de 1788-Lima, 21 de septiembre de 1840), IV marquesa de Torreblanca, II marquesa de Puente y Sotomayor, condesa de Villaseñor.[4][6]

Casó el 29 de junio de 1804, en Lima, con Pedro José de Zabala y Bravo del Rivero (n. 1779), VII marqués de San Lorenzo de Valleumbroso, caballero de la Orden de Calatrava, Gran Cruz de la Orden de Isabel la Católica, gentilhombre del rey, brigadier y luego general de los Reales Ejércitos etc. Le sucedió su hijo:
- Juan de Zabala y de la Puente (Lima, 23 de enero de 1807-Madrid, 29 de noviembre de 1879), V marqués de Torreblanca, I marqués de Sierra Bullones, III marqués de la Puente y Sotomayor, VI conde de Villaseñor, general en jefe del ejército del norte, comandante general del 2.° cuerpo del ejército de África, capitán general de los reales ejércitos, ministro de Estado, Marina y Guerra, presidente del gobierno, presidente de la Junta Consultativa de Gobierno, director general de artillería y caballería, tres veces laureado de San Fernando, caballero del Toisón de Oro, Gran Cruz de Carlos III, Gran Cruz de Isabel la Católica, senador del reino.[7]

Casó el 26 de febrero de 1839 con María del Pilar de Guzmán y de la Cerda (1811-1901), XVIII condesa de Oñate, XVI condesa de Paredes de Nava, dama noble de la Orden de María Luisa. El 7 de junio de 1862 le sucedió su hija:
- María del Pilar de Zabala y Guzmán (Barcelona, 7 de octubre de 1841-11 de febrero de 1915), VI marqués de Torreblanca, XXVI duquesa de Nájera, XX marquesa de Aguilar de Campoo, XIII marquesa de Montealegre, XII marquesa de Guevara, IV marquesa de Sierra Bullones, X condesa de Campo Real (II), XXI condesa de Oñate, XXIX condesa de Treviño, XIX condesa de Paredes de Nava, dama de la reina, dama noble de la Orden de María Luisa, tesorera de la junta de patrones del colegio de la Unión y del de Vista Alegre.[8]

Casó el 2 de junio de 1861, en Madrid, con Ventura García-Sancho e Ibarrondo (1837-1914), I conde de Consuegra, presidente del Consejo de Estado. El 9 de julio de 1909 le sucedió, por cesión, su hija:
- María del Pilar García-Sancho y de Zabala (Madrid, 2 de junio de 1864-17 de octubre de 1916), VII marquesa de Torreblanca, XXVII duquesa de Nájera, XXI marquesa de Aguilar de Campoo, XIII marquesa de Guevara, V marquesa de Sierra Bullones, XXII condesa de Oñate, XXX condesa de Treviño, II condesa de Consuegra, XXIV condesa de Castañeda, XI condesa de Campo Real (II).[9]

Casó el 2 de junio de 1886, en Madrid, con Leopoldo Travesedo y Fernández Casariego, senador por Zmora, gentilhombre del rey. El 28 de diciembre de 1917 le sucedió su hijo:
- Juan Bautista Travesedo y García-Sancho (25 de enero de 1890-27 de abril de 1965), VIII marqués de Torreblanca, XXVIII duque de Nájera, XXII marqués de Aguilar de Campoo, VI marqués de Sierra Bullones, XV marqués de Quintana del Marco, XXIII conde de Oñate, XXXI conde de Treviño, XXI conde de Paredes de Nava, capitán de caballería, caballero y diputado decano del Real Cuerpo de Hijosdalgos de la Nobleza de Madrid, gentilhombre de cámara con ejercicio y servidumbre del rey Alfonso XIII.[9]

Casó el 14 de octubre de 1920, en Bilbao, con María del Carmen Martínez de las Rivas y Richardson (n. 1899), dama de la reina Victoria Eugenia. El 24 de mayo de 1967 le sucedió su hijo:
- José María Travesedo y Martínez de las Rivas (Madrid, 18 de junio de 1924-29 de marzo de 1993), IX marqués de Torreblanca, VII marqués de Sierra Bullones, XVI marqués de Quintana del Marco, IX marqués de Torreblanca, XXIV conde de Oñate, XXVIII conde de Valencia de don Juan, XXII conde de Paredes de Nava, XXXII conde de Treviño, XIII conde de Campo Real (II), XXVI conde de Castañeda, teniente coronel de caballería, miembro de la Asociación de Hidalgos a Fuero de España.[11]

Casó el 30 de junio de 1948, en Ávila, con María Eulalia Colón de Carvajal y Maroto. El 10 de diciembre de 1969, previa orden del 10 de julio de 1968 para que se expida la correspondiente carta de sucesión (BOE del 22 de julio), le sucedió, por cesión, su hija:
- Carmen Travesedo y Colón de Carvajal (n. Madrid, 21 de diciembre de 1950), X marquesa de Torreblanca, VIII marquesa de Sierra Bullones, de la Diputación Permanente y Consejo de la Grandeza de España, dama del Real Cuerpo Colegiado de la Nobleza de Madrid, dama de justicia de la Orden Constantiniana de San Jorge, dama de la Hermandad del Santo Cáliz de Valencia, infanzona de Illsecas y de la Asociación de Hidalgos a Fuero de España y presidenta de la Maestranza de Caballería de San Fernando.[12]

Casó el 9 de octubre de 1972, en Madrid, con Evaristo Martín de Sandoval y Freire de Tejada (n. 1950), señor divisero del Solar de Tejada etc. El 11 de octubre de 2012, previa orden del 20 de septiembre del mismo año para que se expida la correspondiente carta de sucesión (BOE del 5 de octubre), le sucedió, por cesión, su hija:
- María Grimanesa Martín de Sandoval y Travesedo (n. Madrid, 7 de marzo de 1977), XI marquesa de Torreblanca, señora divisera hidalga del solar de Tejada, dama de justicia de la Orden Constantiniana de San Jorge, psicóloga y diplomada universitaria en educación infantil.[12]